# Pedicularis myriantha
Pedicularis myriantha är en snyltrotsväxtart som beskrevs av Li. Pedicularis myriantha ingår i släktet spiror, och familjen snyltrotsväxter. Inga underarter finns listade i Catalogue of Life.